# ناثان غري
ناثان غري (بالإنجليزية: Nathan Grey)‏ هو لاعب اتحاد الرغبي أسترالي، ولد في 31 مارس 1975 في غوسفورد في أستراليا.

## وصلات خارجية
- ناثان غري عل موقع إسبنسكروم (الإنجليزية)
- ناثان غري على موقع ItsRugby.co.uk (الإنجليزية)